# ポツダム勅令 (1685年)

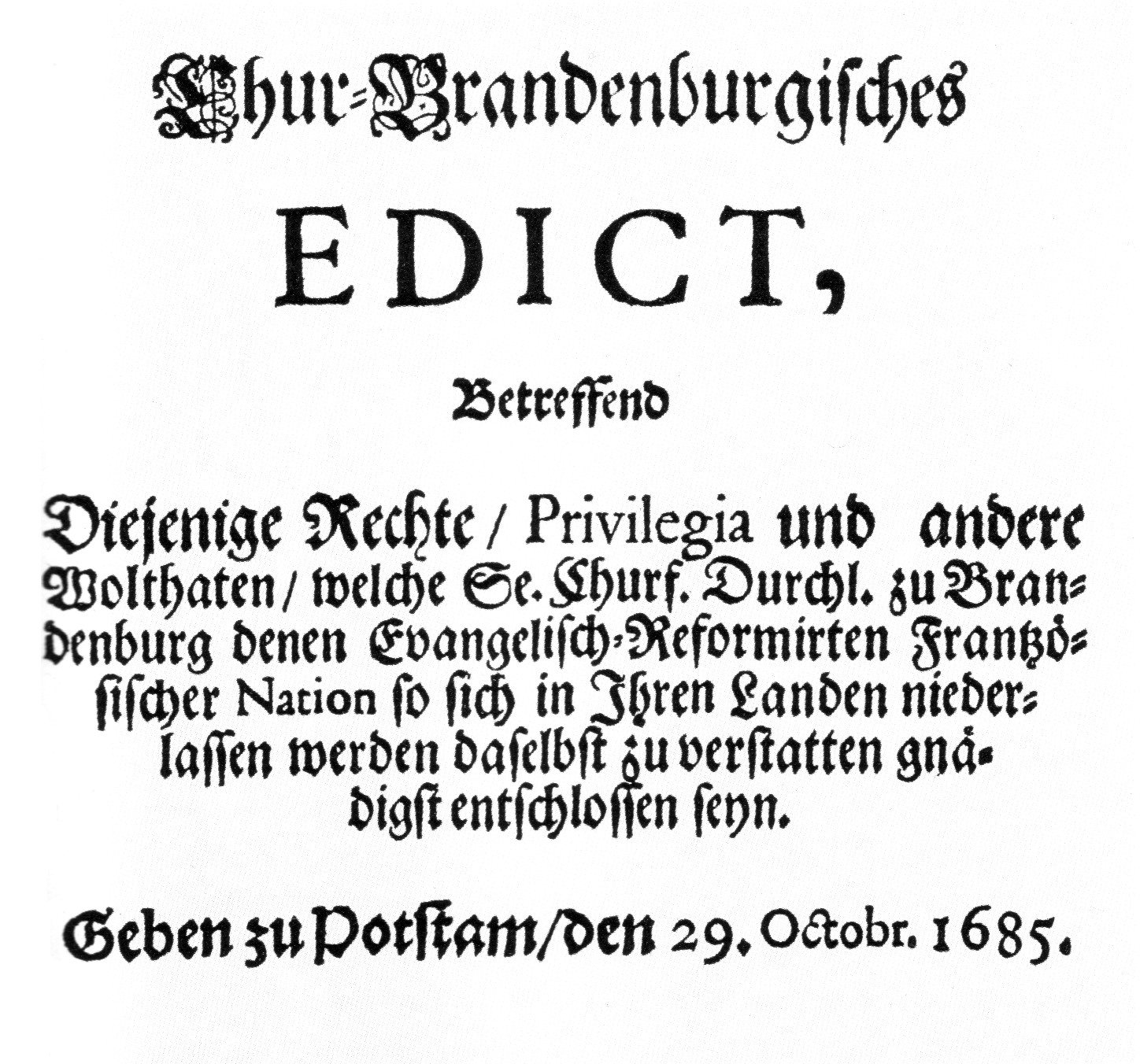
ポツダム勅令

ポツダム勅令（ポツダムちょくれい、ドイツ語: Edikt von Potsdam）は、1685年10月29日にブランデンブルク選帝侯フリードリヒ・ヴィルヘルムが発した勅令。フランスでフォンテーヌブローの勅令が発されたことを受けて、ブランデンブルクへのプロテスタント移民を促進させることを意図したものである。

## 背景
フランスでは、ナントの勅令によって新教徒（ユグノー）の信仰が認められていた。しかしフランス王ルイ14世は1681年以降の竜騎兵の迫害政策でユグノーに改宗か国外退去を迫り、1685年10月22日にはフォンテーヌブローの勅令によってナントの勅令を廃止し、ユグノーの教会や学校を閉鎖するなどの弾圧をおこなった。その結果、21万から90万といわれる大勢のユグノーが国外へ亡命した。
一方、ライン川の対岸の神聖ローマ帝国は、17世紀前半の三十年戦争における虐殺、飢餓、疫病により人口が著しく減少していた。ブランデンブルク＝プロイセンの西方の領土も大きな被害を被った地域であり、17世紀後半になっても労働力不足に苦しんでいた。

## 勅令の発布とユグノー難民
1685年10月29日、ブランデンブルク選帝侯フリードリヒ・ヴィルヘルムは、フランス出身の政治家ジャック・アバディらの運動を受けてポツダム勅令を発布した。選帝侯フリードリヒ・ヴィルヘルムの行動は素早かった。勅令発布の11日後の1685年11月9日には、この勅令はフランス語、オランダ語にも翻訳され、印刷・頒布された。そして、フランスのプロテスタントの多い地域に、運び屋や地元のプロテスタントのネットワークを介して迅速に広められたのである。
ネーデルラントのカトザントなどの港に、多くの宗教難民が海路で亡命してきた。アムステルダムに駐在していたブランデンブルクの外交官たちは、この難民をさらにハンブルクまで送り、そこからエルベ川を遡ってブランデンブルク＝プロイセンの中心地まで至れるよう手配した。また東・南フランスのプロテスタントは、スダン経由でブランデンブルク支配下のクレーフェに流れ込んだ。フリードリヒ・ヴィルヘルムは、彼らがその地に定着したり、ライン川を通してさらに東へ向かったりできるよう取り計らった。

## 内容
勅令の第三章では、移民たちは自らの職業や貿易の利便を考えて好きな土地に住み着くことを認めている。また勅令では、移民の帯同物に一切の関税などの税をかけないことが明記されていた。
移民たちは、元の持ち主に放棄されていたり荒れていたりする土地を与えられたが、それは無理やり耕作地の拡大に使役されたり、不要な土地に押し込められたりというような不当な扱いを意図したものではなかった。"フランス人の信仰的同志" ("Evangelisch-Reformirten Glaubens-Genossen")である移民は農地や耕作に必要な資材、家畜、建材などを一切の代償や貸借なしに支給されたうえでこれを永久に保有することを認められ、6年間（特に復興に労力を要すると判断された土地の場合は10年間）の免税特権も付与された。また国内の地方政府には、都市にある住居を買い取り、移民とその家族に融通することを認めた。これに応じて入居した移民は、農地を整備する時間として4年間の免税を受けた。ただし、この寛容な規定は、直ちに生産が期待できる農場に限定して適用された。
勅令では、フランスのプロテスタント移民の家族が都市や村に入居した際には、彼らは直ちに法的・社会的に以前からの住民と同等の権利を享受できるとうたっている。特に、彼らを他国民に対する蔑称で呼ばないよう要求しているのも興味深い点である。移民はフランス語で教会の儀式に参加することが許され、彼ら自身の学校を設立することも認められた。

## 結果

フランス語礼拝等の
ユグノーの伝統を今も守る
ベルリン・フランス大聖堂

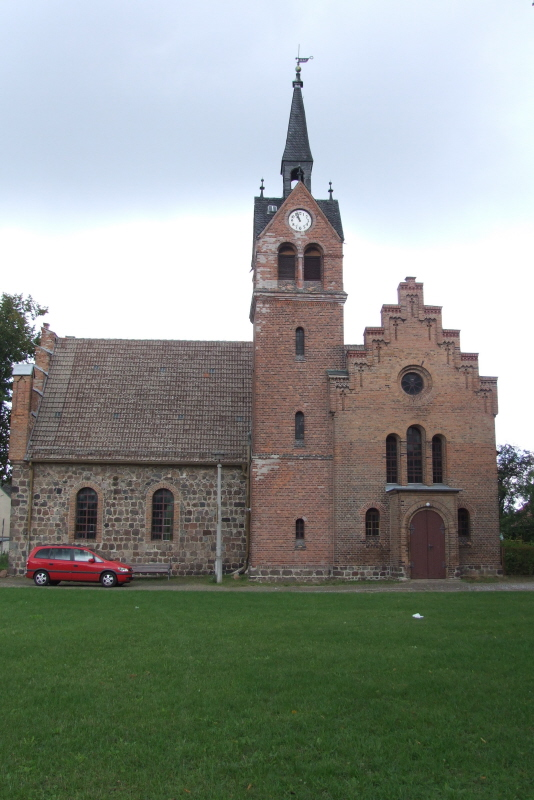
ベルリン北東部のユグノー入植地にあるフランツェーズィシュ・ブーフホルツ福音主義教会

ポツダム勅令の効果により、2万人のユグノーがブランデンブルク＝プロイセンに移住したと推計されている。プロイセンが示した宗教的寛容は、フランスでフォンテーヌブローの勅令を出したルイ14世の執念深いユグノー迫害政策と明らかにコントラストをなしている。一後進国に過ぎなかったプロイセンに、フランスのみならずロシア、ネーデルラント、ボヘミアから宗教的マイノリティが流入したことで、ブランデンブルク選帝侯国の経済は急速な発展を見せ、17世紀の破壊的な戦災から立ち直った。
ポツダム勅令は、選帝侯の他愛主義や名望から生まれたものではなかった。移住してきたコミュニティと宗教的な結びつきを得てプロイセン福音主義教会の支持をも得た選帝侯の地位は飛躍的に向上した。資源に乏しい北ドイツの諸侯にとって、三十年戦争で破壊された産業の復興育成は切実な課題だった。
この頃にフランスを逃れプロイセンに移ったユグノーであるジャン・ハーラン（Jean Harlan）という人物について、詳細な記録が残っている。カレーの農民だったハーランが20歳ごろだった1685年にフォンテーヌブローの勅令が発された。 ハーランは仲間とともに船に乗ってイギリス海峡に漕ぎ出し、ゼーラントのカトザントに逃れることに成功した。ここで難民の中継工作をしていたプロイセンの役人から資金と証拠書類を提供されたのち、オーデル川を通ってウッカーマルクに向かった。ここで1689年に、ハーランはマリー・ル・ジェンヌ（Marie Le Jeune）という女性と結婚した。彼女も3人の子を連れてフランスを脱出してきたユグノー難民だった。この家族は、ウッカーマルクで空いていた農場、建材、種トウモロコシ、2頭の馬、牛、50ターラーの資金を与えられた。このように、ウッカーマルクは主要なユグノー受け入れ先の一つだった。この地域には同様の入植可能地が2900か所あり、そうした農場と「2頭の馬と牛と50ターレル」というのは典型的なセットであったと考えられている。ジャン・ハーランはここでの農業とポツダム勅令による免税特権により成功し、後にタバコ業界にも進出した。彼の息子ヤコブ・ハーランも、商業グループを立ち上げて成功した。